# Salomon Abraham Bleekrode
Salomon Abraham Bleekrode (Groningen, 9 oktober 1814 - Delft, 3 januari 1862) was een Nederlands geneesheer en hoogleraar chemische technologie aan de Koninklijke Academie te Delft. Hij gaf les in mineralogie, geologie en metallurgie en later ook nog botanie en zoölogie. Hij was medeoprichter van het Koninklijk Instituut van Ingenieurs.

## Levensloop

### Jeugd en opleiding
Bleekrode was de zoon van Abraham Samuel Bleekrode (1790-1869) en Bettje Salomons van Norden (1784-1870). Geboren en getogen in Groningen, volgde hij het gymnasium, en studeerde vanaf 1829 geneeskunde aan de Universiteit van Groningen. In zijn studietijd beantwoordde hij twee prijsvragen, in 1831 een uit Leiden en in 1833 een uit Groningen, en kreeg bij beide een eervolle vermelding.
In 1835, op 20-jarige leeftijd, promoveerde hij in de genees- en verloskunde op het proefschrift, getiteld de Homoiopathia sistens palaeologiam regulae therapeuticae: similia similibus curantur. Binnen een maand later promoveerde hij ook in de wis- en natuurkunde op een proefschrift, getiteld de Calorici natura.

### Vroege carrière
Na zijn huwelijk vestigde Bleekrode zich als geneesheer te Groningen en was weldra een zeer gezien en bekend medicus. Ondanks zijn medische praktijk wijdde hij zich ook aan de technische wetenschappen.
Als lid van het departement Groningen der Maatschappij van Nijverheid, vulden verscheidene bijdragen van zijn hand op het gebied der industrie het tijdschrift (1840-1852). Tweemaal werd hij daarenboven door deze maatschappij voor ingezonden proeven en ontdekkingen van technische aard' met het eremetaal bekroond.

### Hoogleraar te Delft
Op 20 augustus 1844 werd Bleekrode eerst als leraar, daarna, sinds 30 April 1846, als hoogleraar benoemd aan de Koninklijke Academie te Delft om onderwijs te geven in de mineralogie, geologie en metallurgie, later ook in de botanie en zoölogie. Aan Bleekrode en Carel Frederik Donnadieu was de gehele opleiding van de aanstaande mijningenieurs opgedragen.
Bleekrode lezingen, waarbij proefnemingen niet ontbraken, waren overal bekend, terwijl in zijn tijd in bijna alle tijdschriften populaire verhandelingen van zijn hand verschenen.

### Personalia
Bleekrode was getrouwd met Amalia Jacobson in 1835 in Groningen.

## Publicaties, een selectie
- Verzameling van uitgelezene verhandelingen over de leer van de ziekte van kinderen. Groningen, 1836.
- Algemeene en bijzondere technologie. Groningen en Utrecht, 2 delen. + Atlas, 1842.
- De nieuwste verzekeringen en uitvindingen met betrekking tot de wind- en korenmolens. Groningen, 1845.
- De tentoonstelling der nijverheid te London. 's-Gravenhage, 1852.
- De werktuigen voor land-, tuinbouw en veeteelt. Verslag der tentoonstelling te London (Amsterdam 1854); De tentoonstelling der nijverheid en kunsten van alle volken te Parijs in 1855. Amsterdam, 1856.
- Tijdschrift de Volksvlijt (voor nijverheid, landbouw, handel en scheepvaart). Jaarg. I-IX, 1854-1862.
- Nieuw tijdschrift, gewijd aan alle takken van volksvlijt, nijverheid, landbouw, mijnwezen enz. Jaarg. I-IV, 1859 - 1862.
- Opus posthumum bevattende den laatsten arbeid aan het nieuw tijdschrift van S. Bleekrode. Rotterdam, 1862.